# Новачани
Новачани (на македонска литературна норма: Новачани) е село в община Велес на Северна Македония.

## География
Селото е разположено в равнината на левия бряг на Вардар в северния дял на Велешката община близо до язовира Младост. Отдалечено е на 9 км от административния център Велес. Землището му е с големина от 13,3 км2, като преобладават пасищата, които са 736 ха. Обработваемите земи са 426 ха, а горите 36 ха.

## История
Селската църква „Свети Атанасий“ е от 1845 година.
В „Етнография на вилаетите Адрианопол, Монастир и Салоника“, издадена в Константинопол в 1878 година и отразяваща статистиката на населението от 1873 година, Новачани е посочено като село с 48 домакинства с 206 жители българи.
Според статистиката на Васил Кънчов от 1900 година Новочани е чисто българско село с 340 жители българи християни.
В началото на XX век цялото село е под върховенството на Българската екзархия. По данни на секретаря на екзархията Димитър Мишев в 1905 година в Новачане има 520 българи екзархисти и функционира българско училище.
През учебната 1912/1913 година учителка в селото е Роса Карамфилова.
При избухването на Балканската война в 1912 година трима души от Новачани са доброволци в Македоно-одринското опълчение.
След Междусъюзническата война в 1913 година селото попада в Сърбия.
На етническата си карта от 1927 година Леонард Шулце Йена показва Новачани (Novačani) като българо-помашко село.
Според преброяването от 2002 г. в селото живеят 5 души, които се определят като македонци.
Манастирът „Свети Георги“ в селото е нов и изписан.

## Личности
Родени в Новачани
- Йордан Лазаров Димков, македоно-одрински опълченец, 3 рота на 2 скопска дружина[10]
- Спас Ефтимов (1881 - 1903), български революционер на ВМОК, четник при Стоян Бъчваров, загинал при сражението с турски аскер в Карбинци[11]

Други
- Венко Марковски (1915 - 1988), български писател, по произход от Новачани